# ريغآباد (مقاطعة فهرج)
ريغآباد (بالفارسية: ریگ‌آباد) هي قرية تقع في ناحية نغين كوير في إيران. يقدر عدد سكانها بـ 31 نسمة بحسب إحصاء 2016.